# Al posto del cuore
Al posto del cuore (À la place du coeur) è un film del 1998 diretto da Robert Guédiguian.
La pellicola è liberamente tratta dal romanzo Se la strada potesse parlare di James Baldwin.

## Trama
Clim e Bebè si conoscono sin da bambini e ora, giovanissimi, si amano e decidono di sposarsi.
Cresciuti in un quartiere operaio di Marsiglia, per lui, aspirante scultore, la vita è stata ancora più difficile in quanto nero di origine africane, adottato da piccolo insieme alla sorella Blondine.
Poco dopo essere andati a vivere insieme, Bebè viene incarcerato con l'accusa di stupro da parte di una donna bosniaca.
Appare chiaro che dietro ci sia lo zampino di un poliziotto razzista che, avendo preso di mira la coppia già da tempo, avrebbe orientato la povera vittima all'individuazione certa del suo aggressore, magari solo vagamente somigliante a Bebè.
Mentre ci si appresta ad organizzare la miglior difesa per il ragazzo perché esca presto di prigione, Clim scopre di essere incinta. La notizia riempie di gioia i suoi genitori e la sua sorella maggiore, con i quali si festeggia. Il padre di Bebè è ugualmente felice mentre la mamma, cattolica osservante, reagisce negativamente influenzando in questo senso anche la figlia.
Con la vittima dello stupro irreperibile, la difesa diventa difficoltosa e costosa. I padri dei due innamorati, entrano in traffici illeciti per poter trovare il denaro per le ricerche e per la difesa. Scoperto che la ragazza è tornata a Sarajevo, si decide di tentare a contattarla direttamente, destinando per questo scopo Marianne, la mamma di Clim.
La donna, tra difficoltà linguistiche e scarsa volontà di ascoltare storie che riaprono ferite ancora dolorose, instilla nella vittima e nel fratello, il dubbio che il ragazzo indicato come stupratore non sia il reale responsabile.
Così, nonostante fosse convinta di aver fatto un buco nell'acqua, in seguito incassa una dichiarazione giurata che scagiona Bebè che quindi viene liberato e può raggiungere l'amata Clim e vedere nascere il loro bambino. Gli sforzi sono premiati e giustizia è fatta, ma con il papà di Bebè che ci ha rimesso il lavoro e la salute.

## Riconoscimenti
- Festival internazionale del cinema di San Sebastián 1998[1]
  - Premio del Jurado al mejor guión a Robert Guédiguian e Jean-Louis Milesi
  - Premio OCIC